# اندیس کلات بورت
کلات بورت یک اندیس فلزی است که در حوالی شهر مشکان استان خراسان قرار دارد و مادهٔ معدنی موجود در آن، مس است.سنگ میزبان این اندیس آندزیت ، بازالت است و دیرینگی آن به دوران ائوسن می‌رسد. در این اندیس، پاراژنز‌های آزوریت ، مالاکیت یافت می‌شوند.